# Gwijde I van Mâcon
Gwijde I van Mâcon (circa 982 - 1004) was van 1002 tot aan zijn dood graaf van Mâcon en tevens erfgenaam van het vrijgraafschap Bourgondië. Hij behoorde tot het huis Ivrea.

## Levensloop
Gwijde I was de oudste zoon van graaf Otto Willem van Bourgondië uit diens huwelijk met Ermentrudis, dochter van graaf Ragenold van Roucy. Hierdoor was hij tevens de erfgenaam van het vrijgraafschap Bourgondië.
In 1002 benoemde zijn vader hem tot graaf van Mâcon. Twee jaar later, in 1004, stierf Gwijde. Hij werd als graaf van Mâcon opgevolgd door zijn zoon Otto II (overleden in 1049), het enige kind uit zijn huwelijk met Adelheid, dochter van graaf Lambert I van Chalon. Zijn jongere broer Reinoud I werd dan weer de nieuwe erfopvolger van het vrijgraafschap Bourgondië.